# 10. Division (Japanisches Kaiserreich)
Die 10. Division (jap. 第10師団, Dai-jū Shidan) war eine Division des Kaiserlich Japanischen Heeres, die von 1898 bis 1945 bestand. Ihr Tsūshōgō-Code (militärischer Tarnname) war Eisen-Division (鉄兵団, Tetsu-heidan).

## Allgemeine Daten
Die 10. Division war die vierte neu aufgestellte Division nach 1888, als auf Empfehlung des preußischen Militärberaters Jakob Meckel die ersten Divisionen des Kaiserlich Japanischen Heeres aus den seit 1871 bestehenden sechs regionalen Kommandos gebildet worden waren. Zuständig für die Präfekturen Hyōgo, Okayama und Tottori lag das Hauptquartier der ca. 15.000 Mann starken Division in Himeji.

## Geschichte der Einheit
Am 1. Oktober 1898 wurde sie als Karree-Division aus der 8. Brigade (10. und 40. Infanterie-Regiment) und 20. Brigade (20. und 39. Infanterie-Regiment), dem 10. Kavallerie-Regiment und dem 10. Gebirgsartillerie-Regiment aufgestellt.

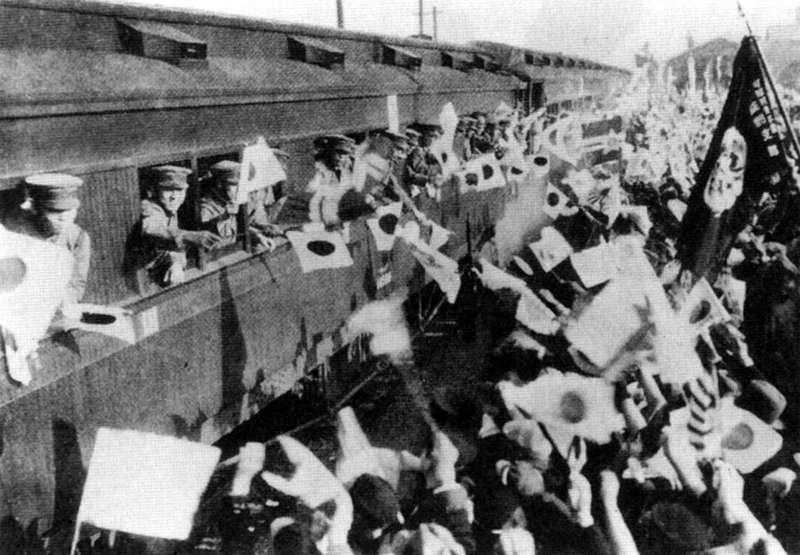
Soldaten der 10. Division beim Verlassen des Bahnhofs in Okayama, 1931.

Während des Russisch-Japanischen Krieges 1904–1905 wurde unter dem Befehl von Generalleutnant Kawamura Kageaki  mit der Landung der 10. Division auf der Liaoyanghalbinsel am 24. Juni 1904 die 4. Armee (General Nozu Michitsura) gebildet. Sie machte sich unverzüglich auf den Weg nach Liaoyang, um dort von der 2. Armee die 5. Division zu übernehmen. Am 31. Juli 1904 kam es zur Schlacht von Hsimucheng, in der die russischen Truppen zum Rückzug gezwungen wurden. Direkt im Anschluss nahm die 10. Division (4. Armee), zusammen mit der 2. Armee, an der Schlacht von Liaoyang teil. Im gleichen Jahr beteiligte sie sich auch an der Schlacht am Shaho. Am 15. Januar 1905 übernahm General Andō Teibi den Befehl über die Division und führte sie in den Schlachten von Sandepu und Mukden.
Im Jahr 1928 war sie im Rahmen des Jinan-Zwischenfalls in Massaker an der chinesischen Bevölkerung verstrickt.
1932 war sie bei der Eroberung von Jinzhou beteiligt, was kurz darauf zur Besetzung der gesamten Mandschurei führte.
Ab 1937 war sie während des Zweiten Japanisch-Chinesischen Krieges unter anderem an den Schlachten um die Städte Xuzhou, Tai’erzhuang und Wuhan beteiligt. 1939 erfolgte die Umwandlung der Division in eine Triangulare Division mit drei Regimentern. Das 40. Infanterie-Regiment wurde an die 25. Division abgegeben. 1940 wurde sie nach schweren Verlusten in den Marionettenstaat Mandschukuo zurück verlegt und dort der Kwantung-Armee unterstellt.
Im Pazifikkrieg war sie auf den Philippinen stationiert und wurde unter anderem in der Schlacht um Luzon eingesetzt, wo sie weitgehend zerschlagen wurde.

## Gliederung

### 1898
- 8. Brigade
  - 10. Infanterie-Regiment
  - 40. Infanterie-Regiment
- 20. Brigade
  - 20. Infanterie-Regiment
  - 39. Infanterie-Regiment
- 10. Kavallerie-Regiment
- 10. Gebirgsartillerie-Regiment

### 1945
- 10. Infanterie-Regiment
- 39. Infanterie-Regiment
- 63. Infanterie-Regiment
- 10. Feldartillerie-Regiment
- 10. Aufklärungs-Regiment
- 10. Pionier-Regiment
- 10. Transport-Regiment

## Führung
Divisionskommandeure
- Fushimi Sadanaru, Generalleutnant: 1. Oktober 1898 – 2. April 1901
- Kawamura Kageaki, Generalleutnant: 2. April 1901 – 15. Januar 1905
- Andō Teibi, Generalleutnant: 15. Januar 1905 – 26. August 1910
- Koizumi Shoho, Generalleutnant: 26. August 1910 – 14. Februar 1912
- Matsukawa Satoshitane, Generalmajor: 14. Februar 1912 – 8. August 1914
- Yamaguchi Masaru, Generalleutnant: 8. August 1914 – 18. August 1916
- Ono Jitsushin, Generalleutnant: 18. August 1916 – 9. August 1918
- Kanakubo Mankichi, Generalleutnant: 9. August 1918 – 11. März 1921
- Ugaki Kazushige, Generalleutnant: 11. März 1921 – 13. Mai 1922
- Kamiatama Katsuya, Generalleutnant: 13. Mai 1922 – 4. Februar 1924
- Fukuhara Yoshiya, Generalleutnant:  4. Februar 1924 – 2. März 1926
- Hasegawa Naotoshi, Generalleutnant: 2. März 1926 – 29. Februar 1928
- Honjo Shigeru, Generalleutnant: 29. Februar 1928 – 1. August 1931
- Hirose Kotobuki, Generalleutnant: 1. August 1931 – 28. Juni 1934
- Tatekawa Yoshitsugu, Generalleutnant: 28. Juni 1934 – 2. Dezember 1935
- Matsura, Junrokuro Generalleutnant: 2. Dezember 1935 – 1. März 1937
- Rensuke Isogai, Generalleutnant: 1. März 1937 – 18. Juni 1938
- Shinozuka Yoshio, Generalleutnant: 18. Juni 1938 – 7. September 1939
- Sasaki Toichi, Generalleutnant: 7. September 1939 – 1. März 1941
- Sogawa Jiro, Generalleutnant: 1. März 1941 – 7. Januar 1944
- Okamoto Yasuyuki, Generalleutnant: 7. Januar 1944 – September 1945